# Worcester Range
Die Worcester Range ist eine hohe und rund 50 km lange Gebirgskette an der Hillary-Küste im ostantarktischen Viktorialand. Sie ragt an der Westseite des Ross-Schelfeises zwischen dem Skelton-Gletscher und dem Mulock-Gletscher auf.
Namensgebend ist vermutlich die HMS Worcester, ein Ausbildungsschiff des Thames Nautical Training College, auf dem zahlreiche Offiziere der Royal Navy, die an der Discovery-Expedition (1901–1904) unter der Leitung des britischen Polarforschers Robert Falcon Scott teilnahmen, ausgebildet wurden. Die Worcester Range wurde bei dieser Forschungsreise entdeckt, ist jedoch erst auf Kartenmaterial verzeichnet, das im Zuge der Nimrod-Expedition (1907–1909) unter der Leitung des britischen Polarforschers Ernest Shackleton entstand.